# Nukusa praeditella
Nukusa praeditella är en fjärilsart som beskrevs av Hans Rebel 1891. Nukusa praeditella ingår i släktet Nukusa och familjen Symmocidae. Inga underarter finns listade i Catalogue of Life.